# Atolli delle Maldive
L'arcipelago delle Maldive sorge su ventisei atolli naturali suddivisi in venti unità amministrative.
Gli atolli amministrativi sono ordinati secondo le lettere dell'alfabeto dhivehi e hanno un nome ufficiale che si discosta da quello popolare.
La capitale Malé sorge sull'atollo Malé Nord, amministrativamente inserito nell'Atollo Kaafu.
| Lettera | Abbr. | Lettera in divehi | Atollo amministrativo                   | Capoluogo      | Nome popolare dell'atollo |
| A       | HA    | ހއ                | Thiladhunmathi Uthuruburi (Haa Alif)    | Dhiddhoo       | Thiladhunmathi            |
| B       | HDh   | ހދ                | Thiladhunmathi Dhekunuburi (Haa Dhaalu) | Kulhudhuffushi | Thiladhunmathi            |
| C       | Sh    | ށ                 | Shaviyani                               | Funadhoo       | Miladhunmadulu            |
| D       | N     | ނ                 | Noonu                                   | Manadhoo       | Miladhunmadulu            |
| E       | R     | ރ                 | Raa                                     | Ungoofaaru     | Maalhosmadulu             |
| F       | B     | ބ                 | Baa                                     | Eydhafushi     | Maalhosmadulu             |
| G       | Lh    | ޅ                 | Lhaviyani                               | Naifaru        | Faadhippolhu              |
| H       | K     | ކ                 | Kaafu                                   | Thulusdhoo     | Atollo Malé               |
| U       | AA    | އއ                | Alif Alif                               | Rasdhoo        | Atollo Ari                |
| I       | ADh   | އދ                | Alif Dhaal                              | Mahibadhoo     | Atollo Ari                |
| J       | V     | ވ                 | Vaavu                                   | Felidhoo       | Felidhu                   |
| K       | M     | މ                 | Meemu                                   | Muli           | Mulaku                    |
| L       | F     | ފ                 | Faafu                                   | Nilandhoo      | Nilandhé                  |
| M       | Dh    | ދ                 | Dhaalu                                  | Kudahuvadhoo   | Nilandhé                  |
| N       | Th    | ތ                 | Thaa                                    | Veymandoo      | Kolhumadulu               |
| O       | L     | ލ                 | Laamu                                   | Fonadhoo       | Haddhunmathi              |
| P       | GA    | ގއ                | Gaafu Alif                              | Villingili     | Huvadhu                   |
| Q       | GDh   | ގދ                | Gaafu Dhaalu                            | Thinadhoo      | Huvadhu                   |
| R       | Gn    | ޏ                 | Gnaviyani                               | Fuvammulah     | Fuvammulah                |
| S       | S     | ސ                 | Addu                                    | Hithadhoo      | Addu                      |

## Amministrazione
L'amministrazione locale è affidata al Ministero dell'amministrazione degli Atolli che ha due uffici regionali, quello settentrionale e quello meridionale. Vi sono inoltre uffici per ogni atollo e isola abitata.
Ciascun atollo è amministrato da un Capo dell'Atollo (Atholhu Veriyaa) nominato dal presidente mentre l'amministrazione di ogni isola è affidata a un Capo dell'isola (Katheeb), nominato dal ministero dell'amministrazione degli atolli e direttamente dipendente dal capo dell'atollo.